# Johannes Frießner
Johannes Frießner (Chemnitz, 22 maart 1892 - Bayerisch Gmain, 26 juni 1971) was een Duitse generaal tijdens de Tweede Wereldoorlog.
Geboren in het Koninkrijk Saksen nam Frießner in 1911 dienst in het Duitse leger. Hij deed uitgebreide dienst tijdens de Eerste Wereldoorlog en de naoorlogse Reichswehr. In de Eerste Wereldoorlog was hij voornamelijk, maar niet uitsluitend, achter het front ingezet als stafofficier. Hij raakte gewond en werd door de Saksische koning met de Militaire Orde van Sint-Hendrik, een hoge onderscheiding voor dapperheid, onderscheiden.
Na op 1 augustus 1940 tot generaal te zijn bevorderd kreeg Frießner een commando aan het Oostfront. Op 1 april 1943 werd hij bevorderd tot de hoge rangen van een generaal der Infanterie en later kolonel-generaal.
Frießner en zijn soldaten wisten het offensief van maarschalk Rodion Malinovski niet te keren. Frießner werd op 22 december 1944 door Adolf Hitler uit zijn functie ontheven. De rest van de oorlog zou hij geen commando meer krijgen. De gepensioneerde generaal bracht de rest van zijn leven met pensioen van het Duitse Rijk, later van de Bondsrepubliek Duitsland, door in Bayerisch Gmain.
In 1951 werd hij de voorzitter van het Verband deutscher Soldaten. Tijdens de vroege jaren 1950 adviseerde hij bij de herbewapening van de Bondsrepubliek Duitsland en de opbouw van de Bundeswehr. Zijn positie als voorzitter van de VdS werd al snel onhoudbaar omdat Johannes Frießner de inval in Polen verdedigde als een legitieme actie om Duitsers in Polen te beschermen, over de "anständig kämpfende Waffen-SS“ sprak en afstand nam van de officieren die op 20 juli 1944 een staatsgreep in Duitsland pleegden omdat deze "de politieke moord" als instrument hadden gekozen. In 1956 verscheen zijn boek Verratene Schlachten over zijn commando over de Zuid-Oekraïense Legergroep.

## Militaire loopbaan
- Fahnenjunker: 20 maart 1911[9][3][4]
- Fahnenjunker-Unteroffizier: 5 augustus 1911[9][10]
- Fähnrich: 5 november 1911[9]
- Leutnant: 9 augustus 1912[9][4] - 10 augustus 1912 (benoemingsakte (Patent) vanaf 25 augustus 1910)[3][10]
- Oberleutnant: 22 mei 1916[9][3][10]
- Rittmeister: 1 augustus 1922[9][3]
- Hauptmann: 1 augustus 1992[11] - 1 oktober 1922[9]
- Major: 1 april 1933[9][3][4][11]
- Oberstleutnant: 1 oktober 1935[9][4][11]
- Oberst: 20 februari 1938[9] - 20 september 1938[11]
- Generalmajor: 14 augustus 1940[9][4] - 1 augustus 1940[3][12][11]
- Generalleutnant: 16 oktober 1942[9][4] - 1 oktober 1942[3][12][11]
- General der Infanterie: 20 april 1943[9] - 1 april 1943[3][4][13][14]
- Generaloberst: 20 augustus 1944[9] - 1 juli 1944[3][13][14]

## Decoraties

### Eerste Wereldoorlog
- Ridderkruis in de Orde van Sint-Hendrik[10] op 27 november 1916[15][3][4]
- Ridder der Tweede Klasse in de Albrechtsorde met Zwaarden[15][4]
- Ridder der Tweede Klasse in de Orde van Burgerlijke Verdienste (Saksen) met Zwaarden[15][4]
- Kroonorde (Pruisen), 4e klasse[15][4][10]
- IJzeren Kruis 1914, 1e Klasse[10] (19 september 1916)[4] en 2e Klasse[10] (15 september 1914)[4][16]
- Gewondeninsigne 1918 in zwart[15][4]
- Erekruis voor Frontstrijders in de Wereldoorlog[9][15][4]

### Tweede Wereldoorlog
- Ridderkruis van het IJzeren Kruis op 23 juli 1943 als General der Infanterie en bevelvoerend-generaal van het 23e Leger[17][9][15][3][4]
- Ridderkruis van het IJzeren Kruis met Eikenloof (nr.445) op 9 april 1944 als General der Infanterie en bevelhebber van het detachement aan de Narwa.[18][9][15][3][4]
- Herhalingsgesp bij IJzeren Kruis 1939, 1e Klasse (21 augustus 1942)[4] en 2e Klasse (27 juli 1942)[4][16][9][15]
- Duitse Kruis in goud op 9 juni 1943 als General der Infanterie en bevelvoerend-generaal van de XXXXI. Pantser-Korps.[19][9][15][3]
- Kruis voor Oorlogsverdienste, 1e Klasse en 2e Klasse met Zwaarden[9][15]
- Dienstonderscheiding van Leger en Marine (Duitsland) voor (25 dienstjaren) op 2 oktober 1936[9][15]
- Medaille ter Herinnering aan de 13e Maart 1938 op 17 februari 1939[9]
- Anschlussmedaille op 16 oktober 1939[9]
- Ereteken van het Duitse Rode Kruis op 9 november 1938[9]
- Hij werd eenmaal genoemd in het Wehrmachtbericht. Dat gebeurde op 29 november 1944[15][4][20]

## Publicatie
- (de)  Verratene Schlachten, 1956, Holsten-Verlag